# Cheilosia difficilis
Cheilosia difficilis är en tvåvingeart som först beskrevs av Herve-bazin 1929.  Cheilosia difficilis ingår i släktet örtblomflugor, och familjen blomflugor. Inga underarter finns listade i Catalogue of Life.